# Goths de Scandinavie

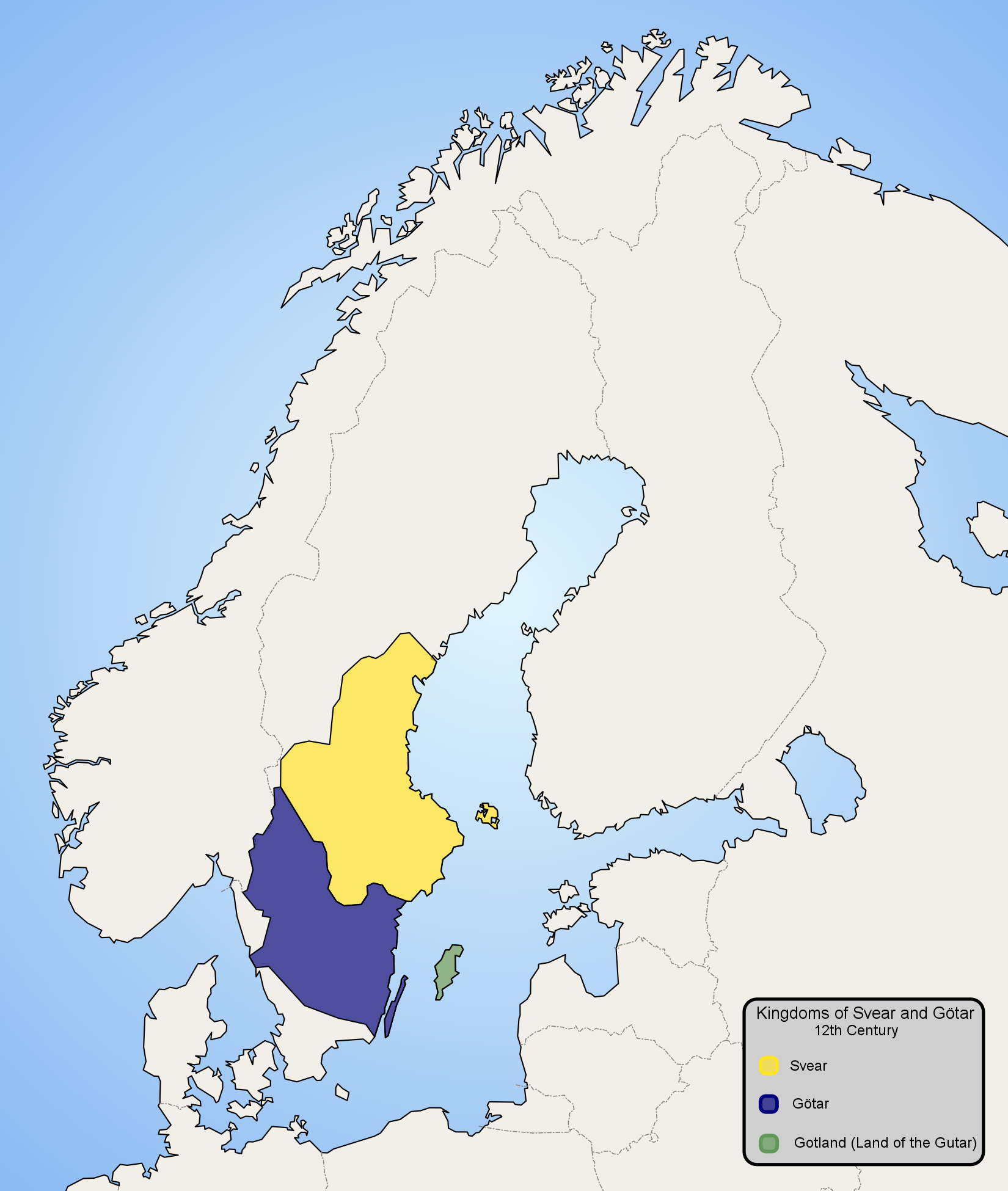
La Suède au XIIe siècle. En jaune, les Suiones, en bleu, les Geats, et en vert, les Guts.

Le terme Goths désigne généralement en français un peuple qui s'est d'abord installé en Pologne pour ensuite conquérir les plaines de l'Ukraine, avant de s'attaquer à l'Empire romain.
Ce nom s'applique aussi à deux autres tribus scandinaves qui entretenaient des relations étroites avec leurs cousins sur le continent. Par manque de noms conventionnels en français, nous les nommerons dans cet article les Geats et les Guts. 
Les noms de ces trois peuples, Goths, Guts et Geats sont dérivés d'une racine germanique ancienne qui, croit-on, les définissait comme le peuple de Gaut (Odin).

## Les Geats
L'épopée anglo-saxonne Beowulf cite la tribu des Geatas (Gautar en vieux norrois ou götar en suédois moderne). C'est une tribu qui vivait autrefois dans le Sud de la Suède et dont le nom se retrouve dans certains noms de lieux comme Göteborg, Västergötland (Westrogothie), Östergötland (Ostrogothie) et bien d'autres.
La première source apparaît dans Ptolémée (au IIe siècle), où cette tribu est nommée les Goutai. Au VIe siècle, Jordanès les nomme les Gautigoths et les Ostrogoths (les Ostrogoths de la Scandza), et Procope de Césarée les nomme Gautoi. Dans les Sagas scandinaves apparaît la forme Gautar et dans l'épopée Beowulf la forme Geatas.
Les Geats sont indépendants des Suédois, les Suiones de Tacite, mais ils renforcent les armées goths pendant leurs attaques contre l'Empire romain. Un grand nombre d'hommes reviennent des guerres avec d'importantes quantités d'or romain, ce qui, en Scandinavie, fait appeler cette période l'âge d'or. 
Cependant, les Geats sont peu à peu naturellement décimés, ce qui les rend vulnérables aux attaques des Suédois, et ils perdent successivement leur indépendance à partir du VIe siècle. Le récit de Beowulf raconte les guerres entre les Geats et les Suédois et l'épopée finit avec une prophétie annonçant que les Suédois vont reprendre leurs attaques. Au cours du XIe siècle et du XIIe siècle, ils fournissent à la Suède plusieurs rois dont le titre est d'ailleurs encore Rex Sweorum et Gothorum. 
Aujourd'hui, ils sont complètement assimilés et ils ne constituent plus une identité ethnique.

## Les Guts
Les Gutes (terme actuel) sont les habitants de l'île de Gotland, la plus grande île de Suède située au milieu de la mer Baltique, et la racine est parfaitement identique à celle de Goth. Alors que le terme Geats a disparu comme nom d'ethnie, celui des Gutes existe encore comme nom identitaire pour les habitants de cette île.
Selon la saga des Guts, l'île fut colonisée par un chef nommé Tjälvar et elle raconte comment les Guts ont quitté l'île pour s'installer dans le Sud de l'Europe. Elle raconte aussi qu'au VIe siècle, la tribu s'est soumise volontairement à la protection du roi de Suède. 
Dès le VIIe siècle, les Guts sillonnent les mers et les fleuves pour commercer avec l'Orient et l'Occident. Par les fleuves de Russie, ils atteignent la mer Caspienne et la Mer Noire et font des affaires avec Constantinople et même Bagdad : ce sont les mêmes chemins que ceux des Varègues.
Par leur commerce, les Guts acquièrent fortune, culture et connaissance des arts. Au XIe siècle ils adoptent la religion chrétienne, et construisent de nombreuses églises. À partir du milieu du XIVe siècle, la peste et la guerre peu à peu ruinent leur pays.
Pendant toute la période historique, l'île a appartenu tantôt à la Suède, tantôt au Danemark. Aujourd'hui, c'est une île suédoise qui garde une identité culturelle propre.